# William Hellier Baily
William Hellier Baily (Bristol, 7 de julho de 1819 – Dublin, 6 de agosto de 1888) foi um paleontólogo inglês, sobrinho de Edward Hodges Baily, escultor.

## Biografia

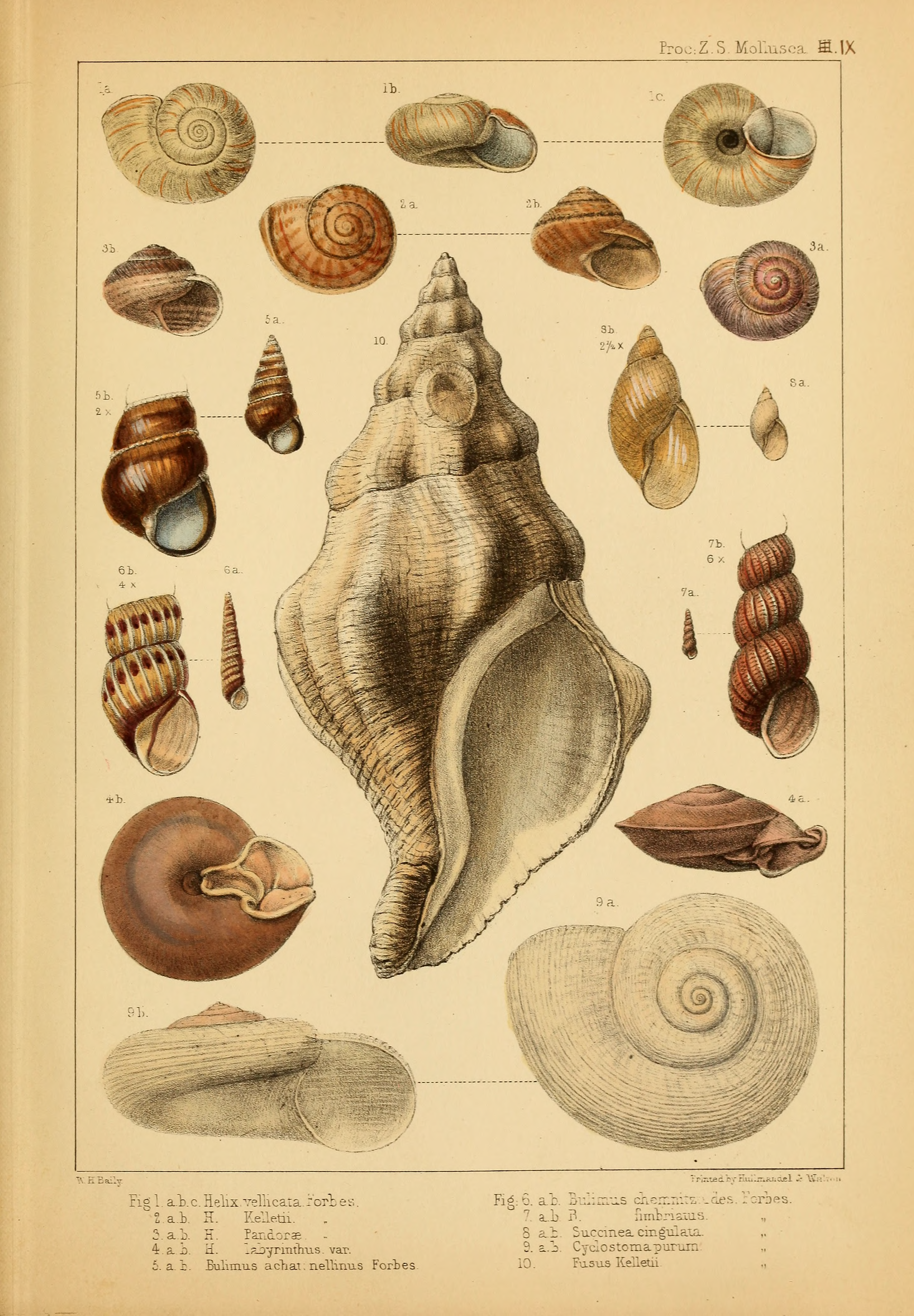
Um exemplo de uma ilustração com conchas de gastrópodes desenhada por William Hellier Baily.

De 1837 a 1844 Baily foi curador assistente do Museu de Bristol, um posto que ele renunciou para se juntar ao pessoal da British Geological Survey em Londres. Em 1854 transformou-se em assistente naturalista, sob a direção de Edward Forbes e mais tarde na de Thomas Henry Huxley. Em 1857, foi transferido para o ramo irlandês do Geological Survey, como paleontólogo e manteve esse cargo até o final de sua vida.
Baily foi autor de muitos trabalhos sobre temas paleontológicos, e de notas sobre fósseis nas memórias explicativas do Geological Survey of Ireland. Publicou (1867–1875) um trabalho útil intitulado Figures of Characteristic British Fossils, with Descriptive Remarks, do qual apenas o primeiro volume, tratando de espécies paleozoicas, foi publicado. As figuras foram todas desenhadas em pedra por ele mesmo. Morreu em Rathmines, perto de Dublin, em 6 de agosto de 1888.